# Dimidamus leopoldi
Espèce
Synonymes
- Nicodamus leopoldi Roewer, 1938

Dimidamus leopoldi est une espèce d'araignées aranéomorphes de la famille des Nicodamidae.

## Distribution
Cette espèce est endémique de Nouvelle-Guinée occidentale en Indonésie,. Elle se rencontre vers le lac Angi-Gita.

## Description
Le mâle décrit par Harvey en 1995 mesure 5,20 mm et la femelle 5,50 mm.

## Étymologie
Cette espèce est nommée en l'honneur de Léopold de Belgique.

## Publication originale
- Roewer, 1938 : Araneae. Résultats scientifiques du Voyage aux indes orientales néerlandaises de la SS. AA. RR. le Prince et la Princesse Léopold de Belgique. Mémoires du Musée Royal d'Histoire Naturelle de Belgique, vol. 3, no 19, p. 1-94.